# Lacommande
Lacommande ist eine französische Gemeinde mit 175 Einwohnern (Stand 1. Januar 2022) im Département Pyrénées-Atlantiques in der Region Nouvelle-Aquitaine (vor 2016: Aquitanien). Die Gemeinde gehört zum Arrondissement Pau (bis 2016: Arrondissement Oloron-Sainte-Marie) und zum Kanton Le Cœur de Béarn (bis 2015: Kanton Lasseube).
Der Name in der gascognischen Sprache lautet La Comanda. Die Bewohner werden Lacommandais oder Lacommandaises genannt.

## Geographie
Lacommande liegt circa 20 Kilometer westlich von Pau in der historischen Provinz Béarn.
Umgeben wird der Ort von den Nachbargemeinden:
|        | Monein                                      |          |
| Monein | Kompassrose, die auf Nachbargemeinden zeigt | Aubertin |
|        | Monein                                      |          |

Lacommande liegt im Einzugsgebiet des Flusses Adour.
Ein Nebenfluss des Gave de Pau, die Bayse, strömt zusammen mit ihren Zuflüssen
- Seubemale,
- Ruisseau de Brouqua und seinem Nebenfluss
  - Ruisseau de Bernatouse sowie
- Ruisseau du Coigt d’Arrens

durch das Gebiet der Gemeinde.

## Geschichte
Zu Beginn des 12. Jahrhunderts plante Gaston IV., genannt der Kreuzfahrer, Vicomte von Béarn, den Bau eines Hospitals, in den Schriften genannt als l’Espitau deu Faget d’Aubertii, als Zwischenstation zwischen den bischöflichen Gemeinden Lescar und Oloron auf einem sehr alten Weg, der über das Aspetal und dem Somportpass bis nach Spanien führt. Allerdings beanspruchte ein lokaler Grundherr das Gebiet für sich, was ein längeres juristisches Tauziehen zur Folge hatte, das im Januar 1128 durch eine Einigung beendet werden könnte. Die Nachfahren des Grundherrn erhielten 90 trächtige Schafe als Entschädigung. Der Bau des Hospitals konnte über der Aufsicht von Augustiner-Chorherren der Abtei Santa Cristina von Somport weiter entwickelt werden, eine angrenzende Kirche wurde zwischen 1135 und 1140 errichtet. Die Päpstlichen Bullen der Päpste Eugen III. und Innozenz III. in den Jahren 1151 bzw. 1216 stellten die Abtei Santa Cristina von Somport und alle ihre Besitztümer unter päpstlichem Schutz mit der Aufgabe der Versorgung von Armen und Fremden. Als Fremde wurden Pilger auf dem Jakobsweg nach Santiago de Compostela, aber auch Ritter, Kaufleute, Geistliche und Siedler gemeint, die sich nach Spanien im Rahmen der Reconquista begaben. Die Beziehung zwischen dem Hospital von Aubertin und der Abtei waren ökonomischer, administrativer und finanzieller Natur, genährt von den Auswirkungen der Reconquista im Rahmen enger politischer Beziehungen zwischen der Vizegrafschaft Béarn und dem Königreich Aragón. 1160 erhielt die Abtei Santa Cristina die Übertragung und Verkauf von Land und Holz auf dem rechten Ufer der Bayse vom Grundherrn von Artiguelouve zur Nutzung der Wanderweidetiere der Abtei und des Hospitals.
In einem Dokument aus dem Jahre 1208 wurde festgehalten, dass der Komtur von Aubertin, A. de Maurinis, die Kirche und das Dorf Castejón de Valdejasa, ein erobertes Gebiet in der aragonischen Region Cinco Villas, als Gegenleistung für die Aufnahme von Schäfern und Geistlichen der Abtei und die vom Prior einberufenen Ordenskapitel erhielt. Neben dieser Vereinbarung belegt das Dokument den Statuswechsel von einem Hospital hin zu einer Komturei wie bei vielen zahlreichen anderen Besitztümern der Abtei Santa Cristina. Es stellte sich sehr schnell heraus, dass die Komturei von Aubertin die wichtigste Außenstelle der Abtei nördlich der Pyrenäen wurde. Schriftliche Überlieferungen belegen die Versammlung der Ordensbrüder von Spanien und der Gascogne in den Jahren 1233, 1261, 1307 und 1464.
Der Status der Komturei ging mit einer wachsenden Autonomie einher. Daher unterzeichneten Roger Bernard III., Vicomte von Béarn und Graf von Foix, und seine Gemahlin, Marguerite de Béarn, am 7. August 1297 ein Paragium-Vertrag mit dem Komtur Fortaner de Pimbo, der die Rechte der Komturei ähnlich der Gründung einer Bastide regelte. 1311 war der Bruder Marguerites, Jean de Béarn, gleichzeitig Komtur von Aubertin und Prior von Santa Cristina, was die Verbundenheit der beiden Institutionen unterstreicht. In dieser Zeit erlebte die Abtei Santa Cristina ihren Höhepunkt der Macht.
Bei der Volkszählung im Béarn im Jahre 1385 durch Gaston Fébus, Vicomte von Béarn, veranlasst, wurde die Komturei in die Zählung für die Gemeinde Aubertin eingezogen. Für die Komturei selbst wurden nur drei Haushalte gezählt, obwohl mindestens 20 Personen auf ihrem Gebiet wohnten: der Komtur, einige Geistliche und die Bewohner, die die Felder bestellten. Das Gebiet der heutigen Gemeinde Aubertin gehörte dem Grundherrn von Artiguelouve, aber die Bewohner von Aubertin hatten keine andere Wahl, als zur Kirche und zum Friedhof der Komturei zu gehen. Bei einer weiteren Volkszählung im Jahre 1538 präsentierte der Komtur Jean de Borau über die Komturei hinaus eine Liste von 25 lehnsabhängigen Dörfern. Aber kurze Zeit später wollte Jeanne d’Albret, Königin von Navarra, die Reformation in ihrem Land durchsetzen und setzte dieser Blütephase ein Ende. Kaum war der letzte Komtur, Balthazar de Borau, verstorben und die Augustiner hatten alle Einrichtungen der Abtei Santa Cristina in Frankreich verlassen, übergab sie am 25. September 1571 die Einnahmen der Komturei in die Hände ihres Hauptmanns Bertrand d’Espalungue. Die Beschlagnahme der kirchlichen Güter der Komturei von Aubertin erfolgte im Jahre 1587.
König Heinrich IV. beauftragte 1603 einen seiner Protegés mit der Rückgabe der kirchlichen Einrichtungen an die Katholiken. 1610 gelangten die Barnabiten in den Besitz der Abtei Santa Cristina auf französischem Boden. 1640 richteten sie sich in der Komturei ein, nachdem sie den Komtur Elie de Licerasse abgesetzt und selbst den Titel und die Funktion übernommen hatten. Die Barnabiten machten die Komturei wieder flott gegen manchen Widerstand der Lacommandais, die ihre Autorität anzweifelten, gegen die Absicht der Nachbargemeinde Monein, die Komturei ihrem Gebiet einzuverleiben und gegen die königlichen Ordonnanzen, die auf Einrichtungen abzielten, die keine Bewirtungen mehr vornahmen und die Einnahmen unterschlugen.
Die Französische Revolution setzte der Betriebsamkeit der Barnabiten mit einem gut funktionierenden Hospital ein abruptes Ende. Die Barnabiten räumten die Einrichtungen, Hospital und Pfarrhaus wurden an Privatpersonen verkauft. Die Bewohner von Lacommande teilten sich Felder, Wälder und Weinberge der Barnabiten unter sich auf, einige konnten sogar Häuser kaufen, darunter zwei Wassermühlen und das Hospital. Die Komturei von Aubertin wurde zur Gemeinde Lacommande, administrativ von Aubertin getrennt. Lacommande bildete dennoch weiterhin eine gewisse Zeit mit Aubertin eine Pfarrgemeinde, bis 1867 eine Kirche nebst Friedhof in Aubertin geschaffen wurde und die Bewohner der beiden Gemeinden dann auch geistlich getrennte Wege gingen. Allerdings profitierte Lacommande von dem Erbe der Vergangenheit rund um die Kirche ein Zentrum des Handels und der Bildung. Bis zur Trennung von Staat und Kirche im Jahre 1903 betrieben Schwestern eine Mädchenschule. Nach ihrem Weggang übernahm die Gemeinde die Schule und wandelte sie in eine nicht konfessionelle, gemischte Schule um.
Toponyme und Erwähnungen von Lacommande waren:
- Hospitale de Faget et Domus Albertini (1128, Urkunde von Aubertin, laut Pierre de Marcas Buch Histoire de Béarn, S. 421),
- L’Espitau d’Aubertii (1355, Notare von Pardies, Nr. 2, Blatt 91),
- La Commanderie d’Aubertin (1768, Zählung von Aubertin),
- Lacommande (1793 und 1801, Notice Communale bzw. Bulletin des lois) und
- (La) Commande (1863, Dictionnaire topographique Béarn-Pays basque).[5][6]

### Einwohnerentwicklung
Die Bevölkerungsentwicklung von Lacommande zeigt mehrmalige Wachstumsphasen gefolgt von anschließenden Rückgängen der Einwohnerzahl.
| Jahr      | 1962 | 1968 | 1975 | 1982 | 1990 | 1999 | 2006 | 2009 | 2022 |
| --------- | ---- | ---- | ---- | ---- | ---- | ---- | ---- | ---- | ---- |
| Einwohner | 185  | 187  | 191  | 225  | 202  | 172  | 229  | 236  | 175  |

## Sehenswürdigkeiten

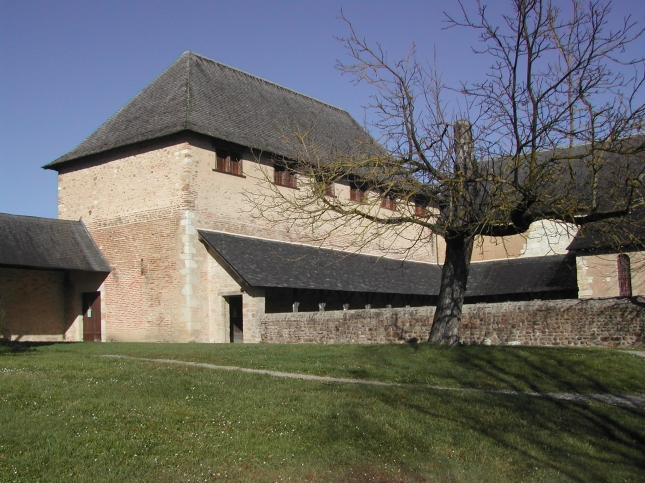
Komturei von Lacommande

### Komturei
Die Komturei umfasst die Kirche, das Hospital, den Friedhof, Ländereien und Wälder. Sie ist seit 1962 als Monument historique eingestuft und im Besitz des Départements. Der Eintritt ist frei. Das Hospital empfängt auch heute noch Pilger auf dem Jakobsweg.

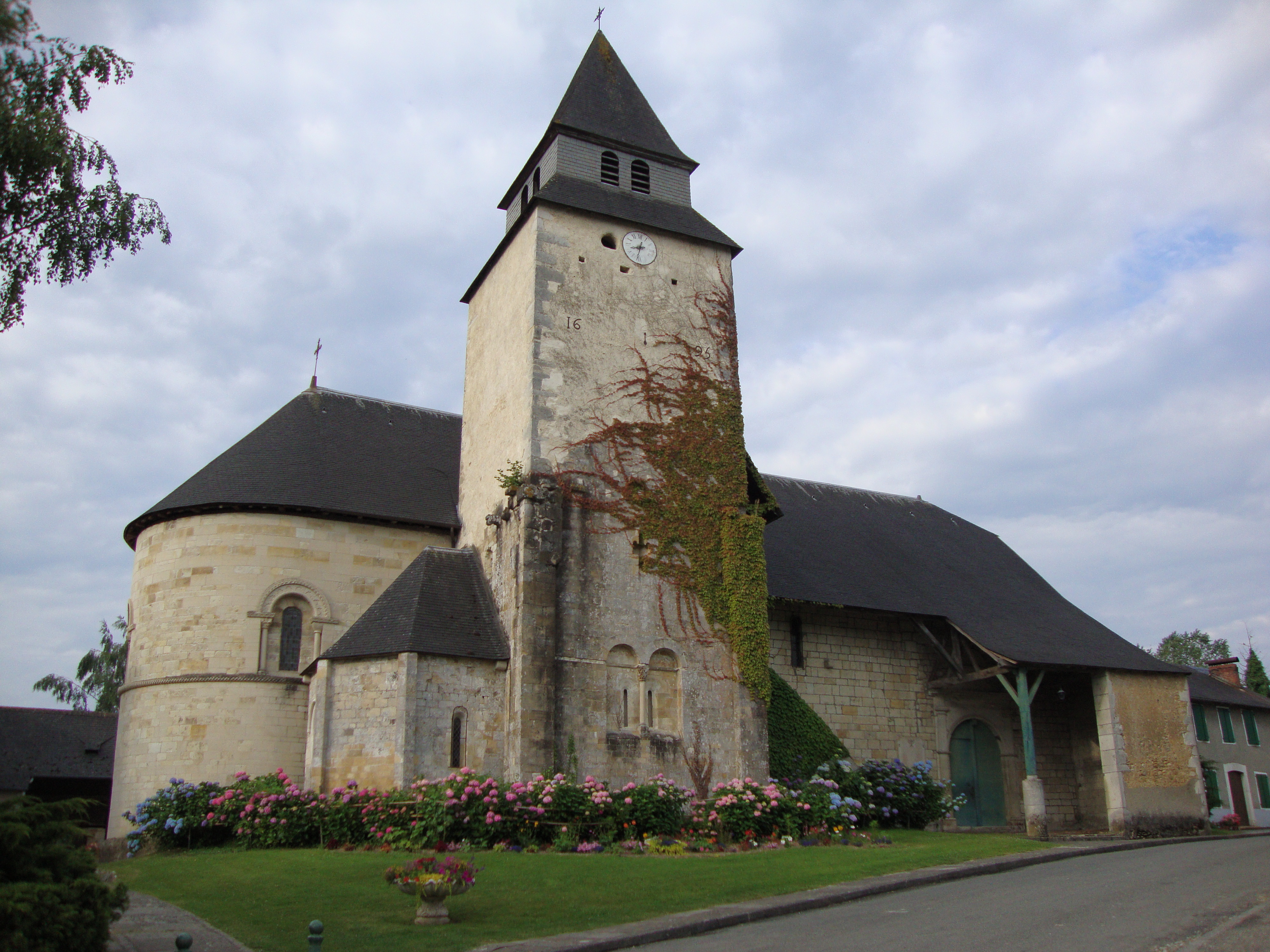
Kirche Saint-Blaise der Komturei von Lacommande

### Kirche der ehemaligen Komturei

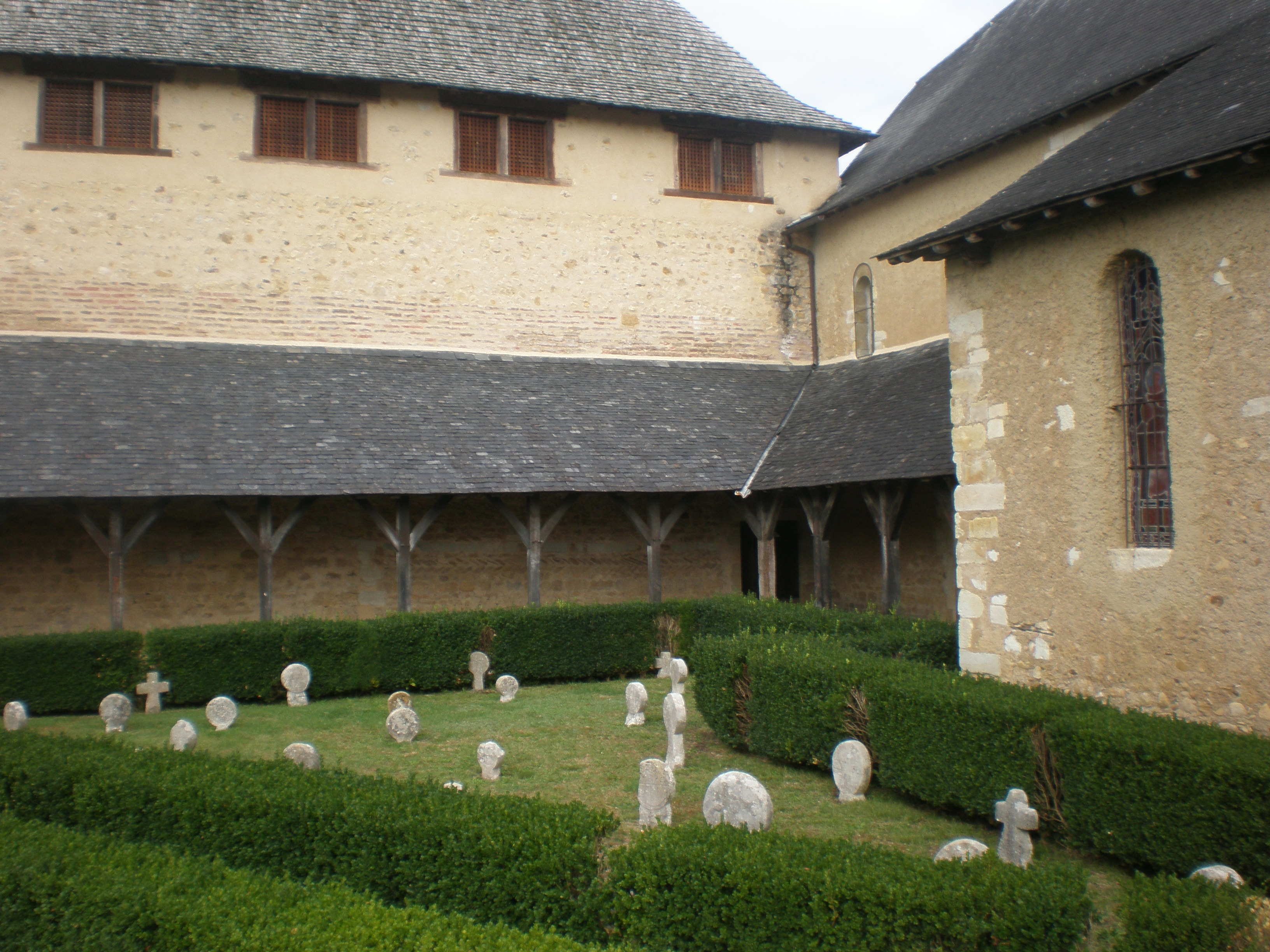
Ehemaliger Friedhof von Lacommande

Sie ist im 12. Jahrhundert am Jakobsweg nach Santiago de Compostela errichtet worden und Blasius von Sebaste geweiht. Ihr ursprünglicher Grundriss war schlicht, mit einem einschiffigen Langhaus und ohne Strebewerke. Von dem einfachen romanischen Gebäude ist nur die Apsis übrig geblieben, die 1970 und 1974 restauriert wurde. Diese ist zweigeschossig, mit einem Kesselgewölbe ausgestattet, das obere Geschoss durch drei Fenster belichtet. An der Nordseite der Kirche wurde eine Seitenkapelle im 13. Jahrhundert als Arm eines Querschiffs hinzugefügt. Auf der Kapelle ragt ein wuchtiger, viereckiger Glockenturm aus dem Jahre 1695 in die Höhe.
Die nördliche Seitenkapelle ist Maria, der Mutter Jesu Christi, gewidmet. Eine halb-oktogonale Chorkapelle erweitert die Kapelle, durch einen Spitzbogen räumlich getrennt. Sie wird durch ein fünfpassiges Ochsenauge und ein Rundbogenfenster beleuchtet. Auf dem Gewölbe der Kapelle zeigen sich kreuzende Spitzbögen in Form von abgeflachten Wülsten. Die Kämpfer sind mit Skulpturen verziert, an der Südwestecke mit dem Motiv einer Zitadelle, an der Südostecke mit einer pausbäckigen Fratze mit stumpfen Nasen und vorstehenden Augen.
Die Kapelle besitzt zwei Fenster, die durch einen Altaraufsatz verdeckt sind, ein Zwillingsfenster in Rundbogenform und ein kreuzförmiges Fenster. In der Mitte des Altaraufsatzes aus dem 18. Jahrhundert befindet sich in einer Blendnische eine Statue, die Maria mit Jesuskind darstellt. Oberhalb befindet sich ein rechteckiger Giebel, der nach oben mit einem Dreieck abschließt. Der rechteckige Teil ist mit vergoldeten Putten verziert, die eine Taube mit Strahlenkranz umgeben. Die seitlichen Partien des Altaraufsatzes sind als Risalite ausgearbeitet, die mit Schlangensäulen und Blumengirlanden geschmückt sind. Die Seraphen auf den Basen der Säulen symbolisieren die Verkündigung des Herrn. Auf der Vorderseite des zugehörigen Altars wird das Agnus Dei auf dem Buch mit den sieben Siegeln in einem großen Medaillon dargestellt.
Die Seitenkapelle, die Josef von Nazaret gewidmet ist, beherbergt einen Altaraufsatz aus dem 17. Jahrhundert mit zwei Schlangensäulen, die mit herabfallenden Blumen, Früchten und Flügeln mit Blattwerk verziert sind. Das zentrale Gemälde im Stil von Philippe de Champaigne und der französischen Schule des 17. Jahrhunderts illustriert das Abendmahl Jesu. Komplettiert wird der Altaraufsatz durch einen Tabernakel aus dem 18. Jahrhunderts. Er setzt sich aus dem Schrein mit einem darüber liegenden kleinen Geländer zusammen, auf dem eine Statue des heiligen Josef ruht. Ein Relief auf der Tür des Tabernakels stellt den gekreuzigten Christus dar.
Der heutige Eingang zur Kirche erfolgt über eine Tür aus dem 17. Jahrhundert unterhalb eines Vorbaus, eingerahmt von Pilastern dorischer Ordnung. Die Wand des Chors wird durch eine Blendarkade mit zwölf Blendbögen in Rundbogenform ausgeschmückt, die auf schmalen Säulen ruhen, die von einem Stylobaten getragen werden. Die Basen der Säulen stehen auf Sockeln mit verschiedenen Ornamenten: Sägezähne, Pässe, Perlen, Festons, Ohren und geometrischen Motive. Die Kapitelle der Säulen sind Zeugen der romanischen Epoche und stellen biblische und profane Szenen dar. Einige zeigen Motive einer üppige Vegetation, mit Blumen, Halmen oder Halbpalmetten besetzt, andere illustrieren Bestiarien mit Zentauren, Tiermasken, Vögeln oder Sirenen. Anhand von Unterschieden in der Art der Ausarbeitung der Motive lässt sich auch erkennen, wenn eine Säule von einem anderen Meister bearbeitet wurde als die benachbarte. Analog zu den Kapitellen der Säulen sind auch Skulpturen an Fensterbänken anzutreffen, deren Motive sich von Fenster zu Fenster fortsetzen.

### Ehemaliger Friedhof von Lacommande
Ein Kreuzgang umfasste in früherer Zeit den Friedhof, der sich westlich des Hospitalgebäudes befindet und der über eine Tür im hinteren Teil des Langhauses der Kirche zu erreichen ist. 57 scheibenförmige Grabstelen, genannt Hilarri, sind auf dem Friedhof zu sehen. Einige Grabstelen sind datiert, die älteste trägt die eingravierte Jahreszahl 1640, die jüngste die Jahreszahl 1804. Die Stelen aus der Zeit nach der Französischen Revolution sind entlang der Wände aufgestellt. Einige Familiennamen auf den Stelen gibt es heute noch, eine Bestätigung, dass es sich um den ehemaligen Friedhof der Pfarrgemeinde von Aubertin handelt.

Hilarri auf dem Friedhof von Lacommande
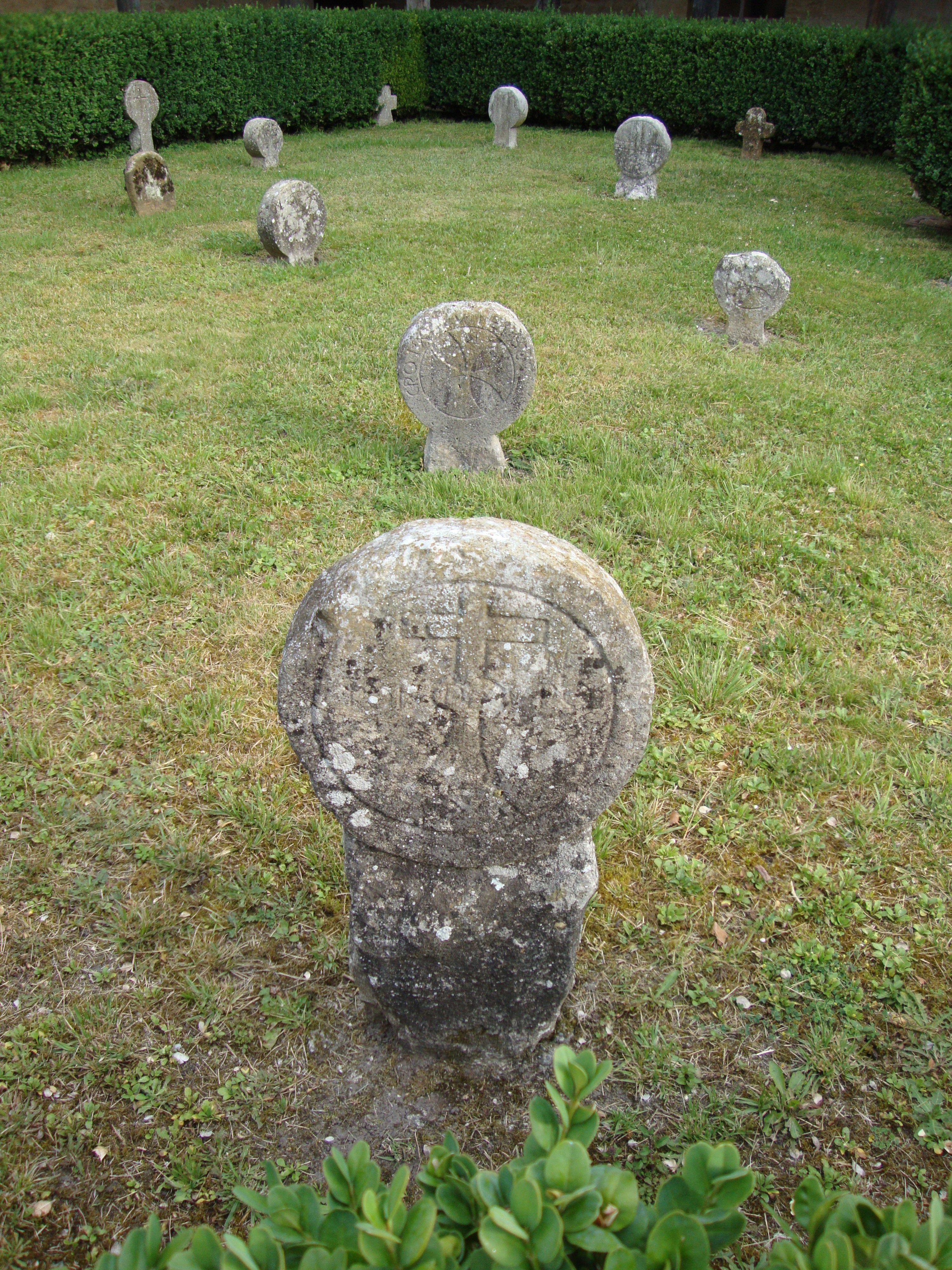
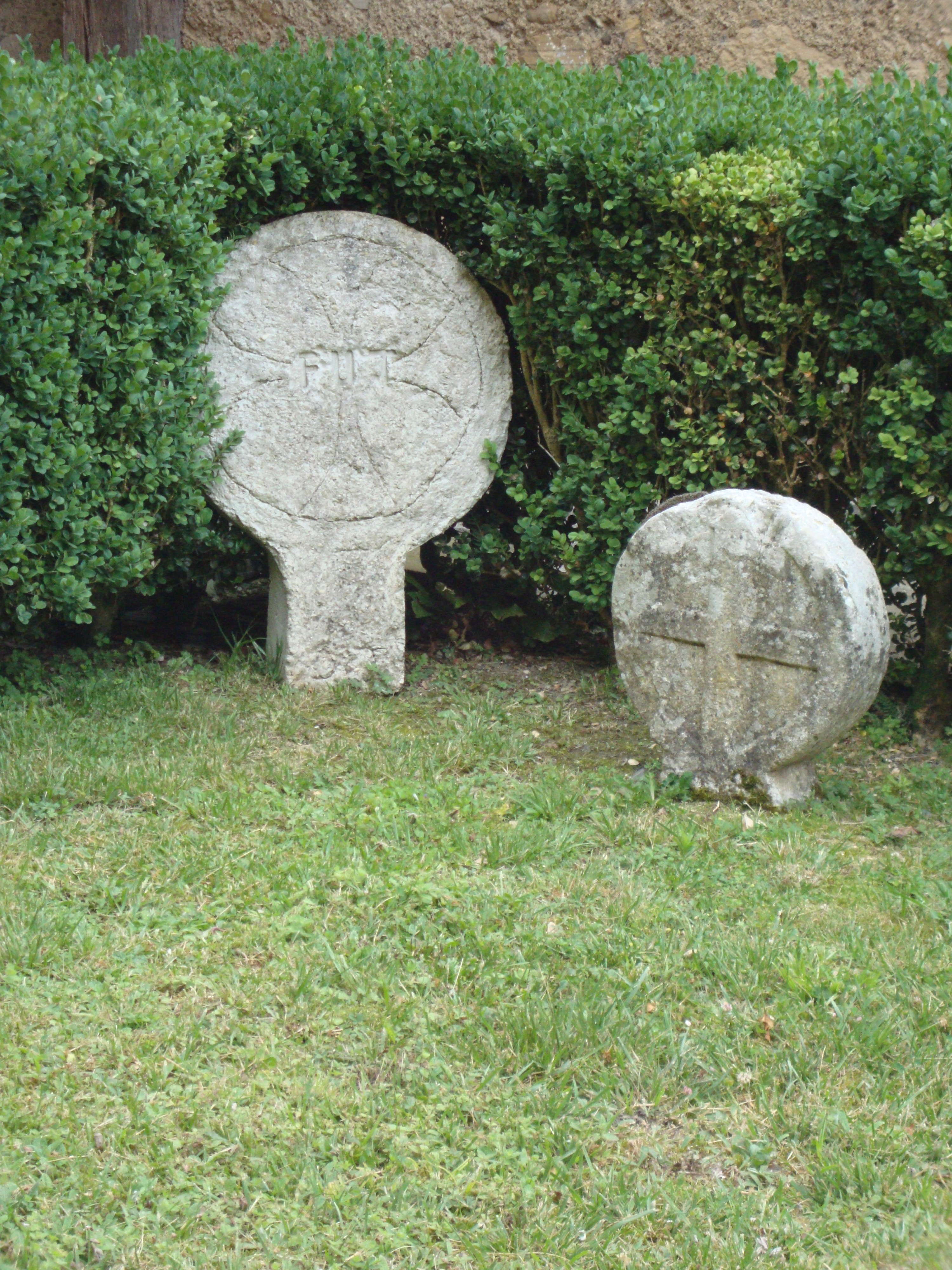
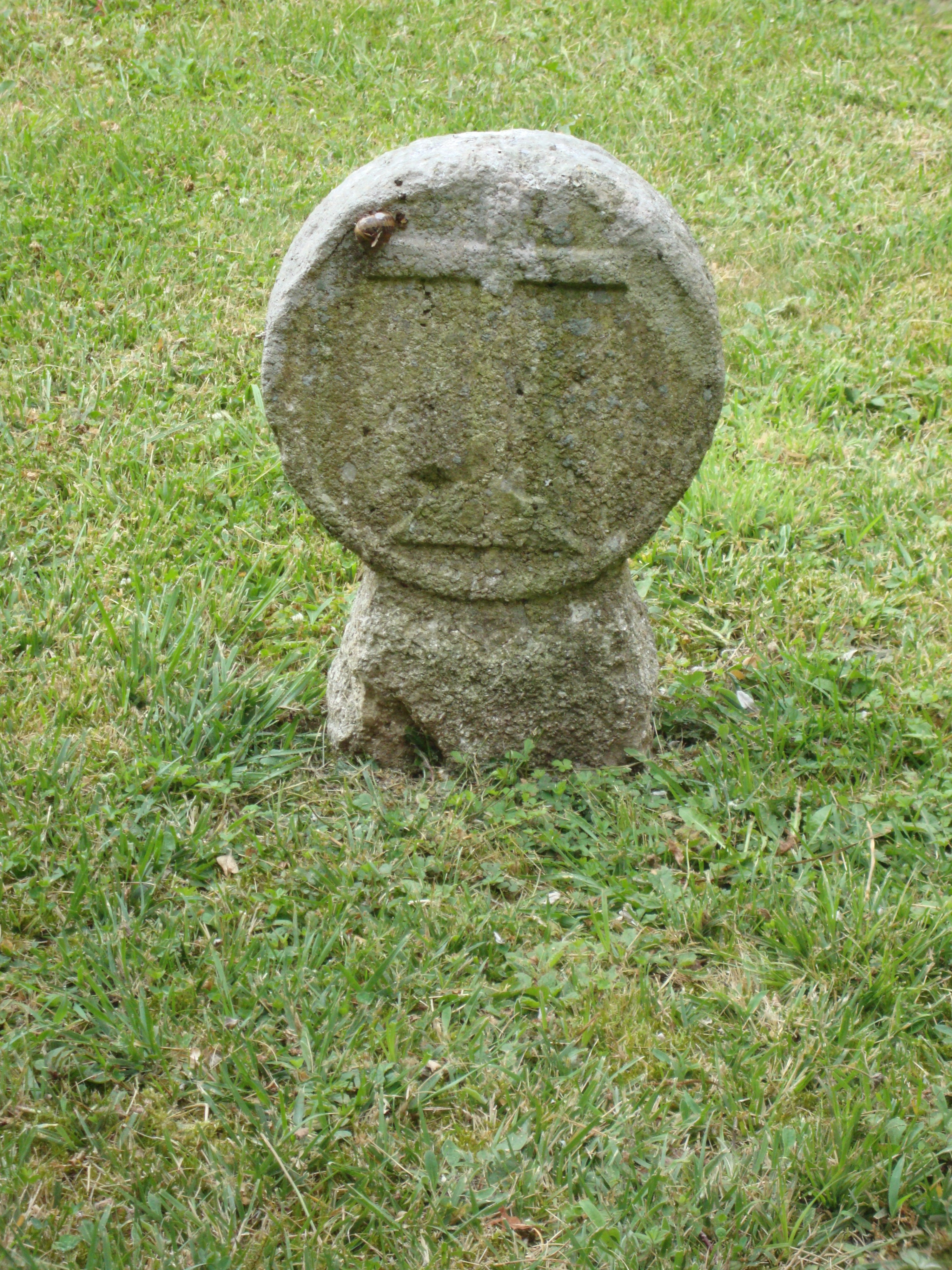
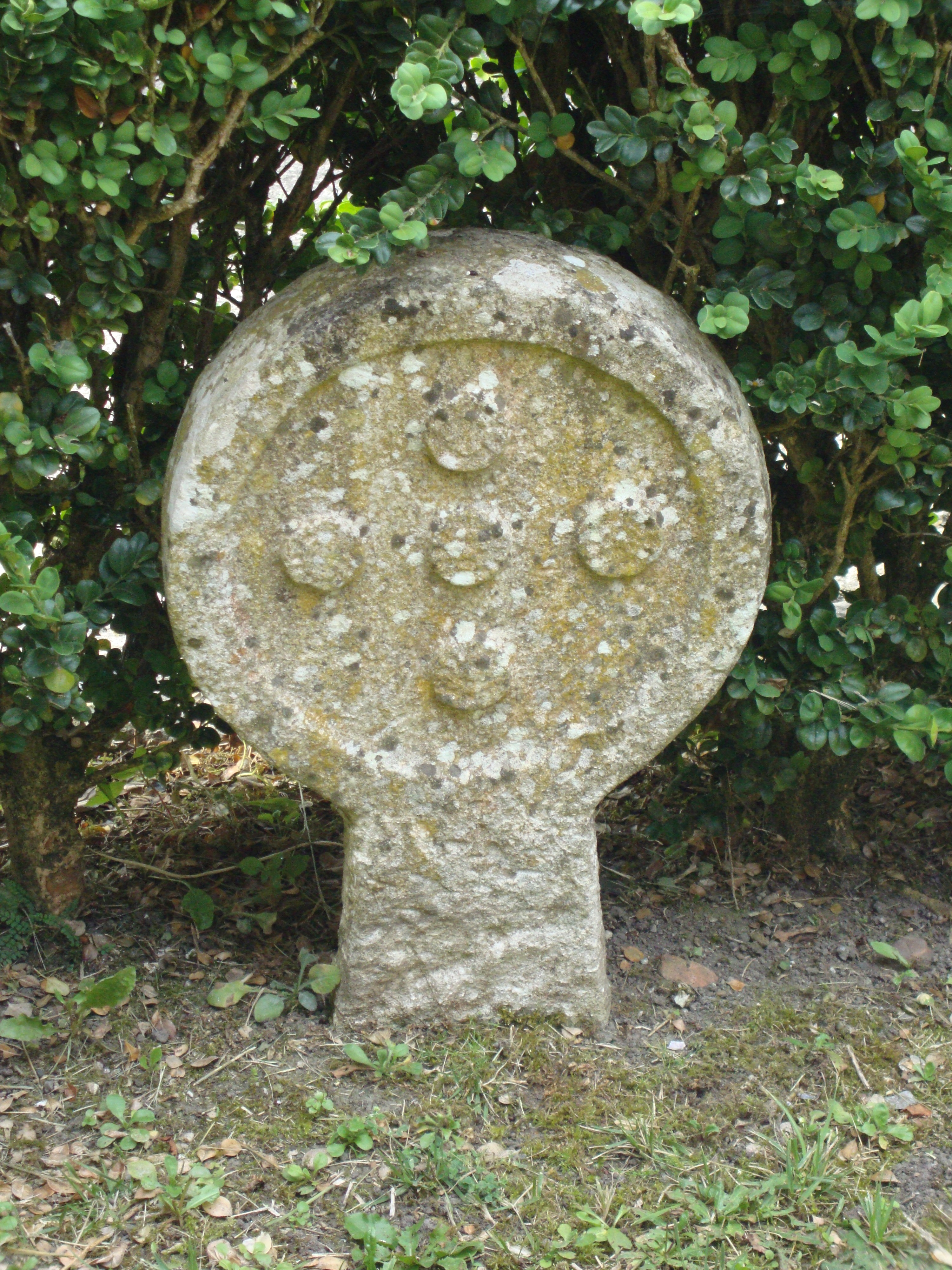
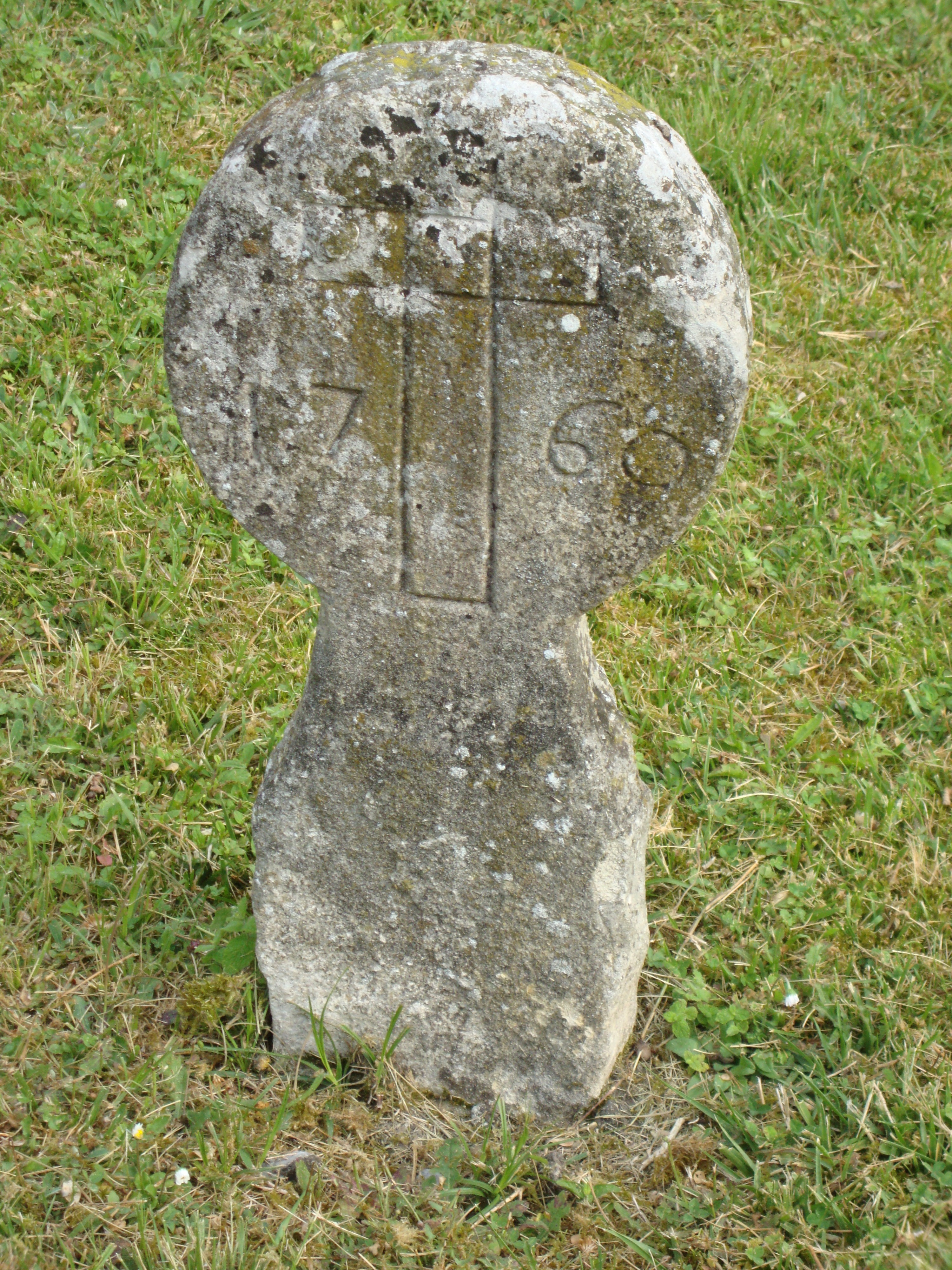
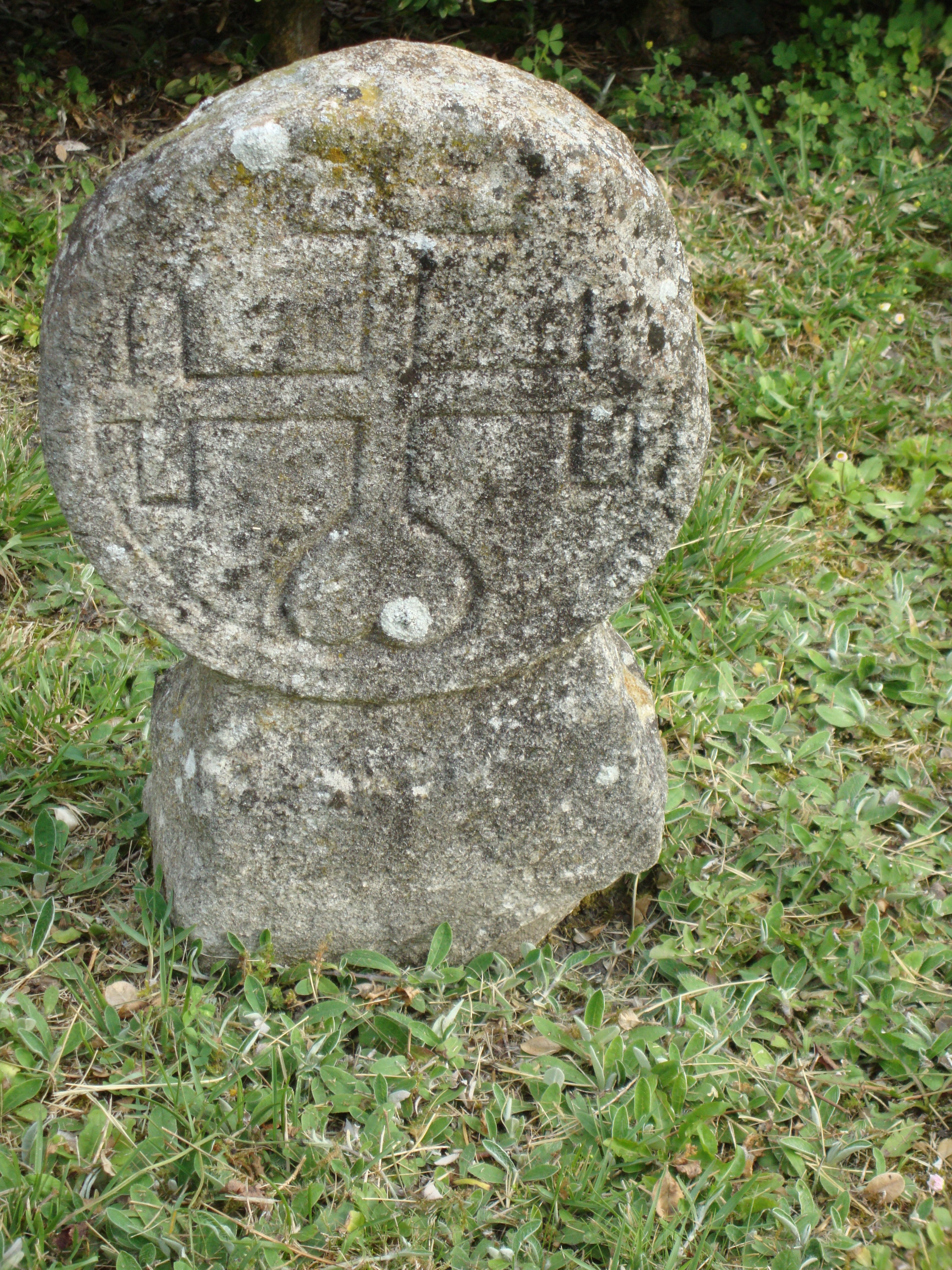
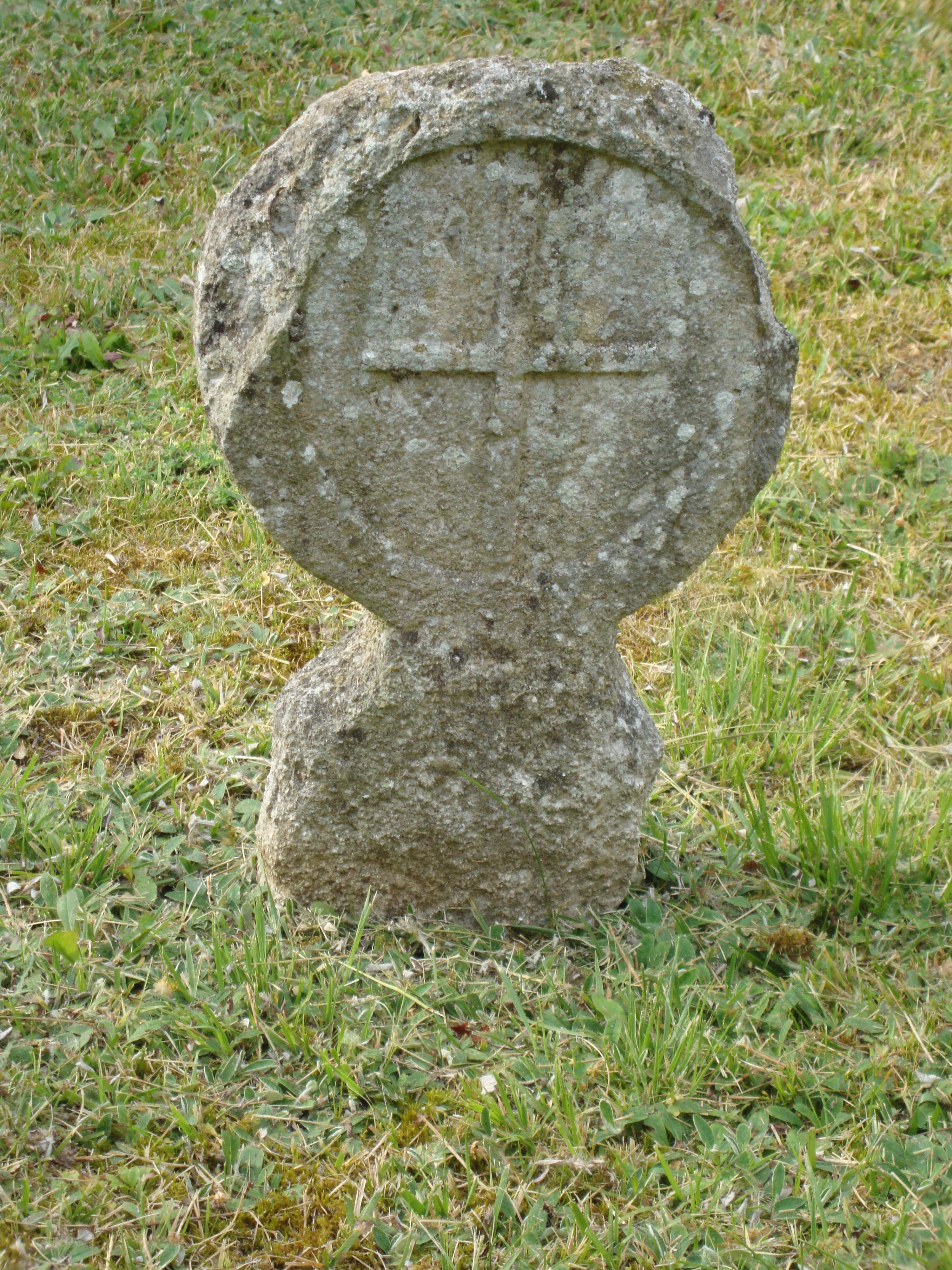
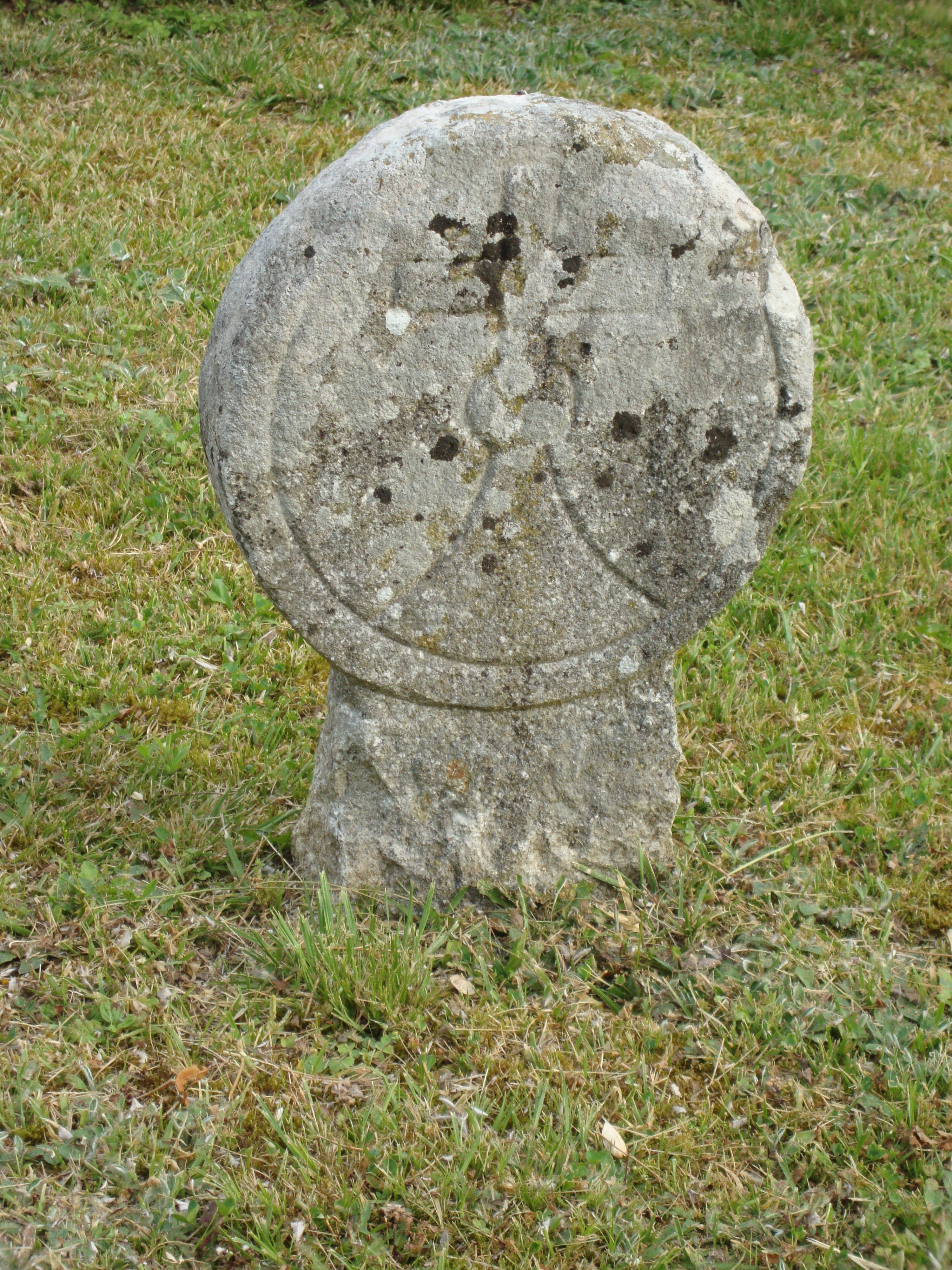

## Wirtschaft und Infrastruktur

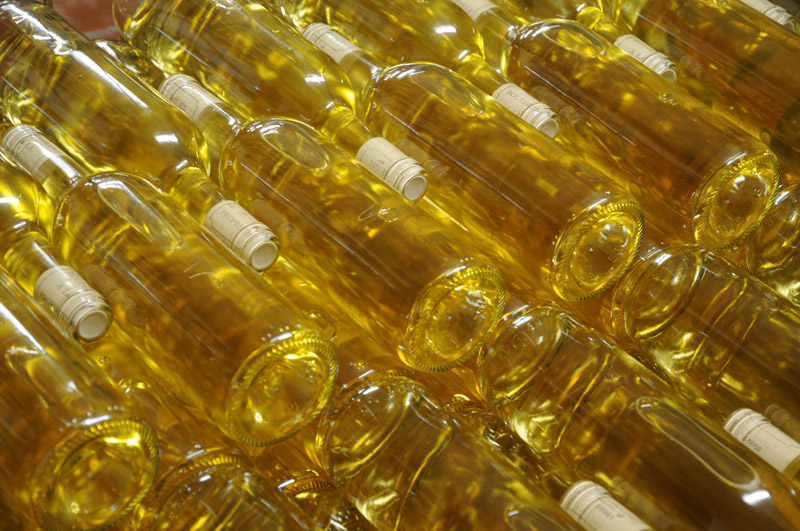
Flaschen der AOC Jurançon

Die Wirtschaft der Gemeinde wird von Weinbau, Dienstleistungen und Tourismus bestimmt. Lacommande liegt in den Zonen AOC der Weinbaugebiete Jurançon und Béarn sowie des Ossau-Iraty, eines traditionell hergestellten Schnittkäses aus Schafmilch. Rund 60 unabhängige Winzer, die im Verein La Route des Vins du Jurançon seit 1986 zusammengeschlossen sind, bieten in der Maison des Vins et du Terroir in der Commanderie ihre Produkte zur Verkostung und Verkauf an.

Logo des Jakobswegs

### Sport und Freizeit
Der Fernwanderweg GR 653 von Toulouse nach Jaca, der einem Abschnitt der Via Tolosana, dem südlichsten der vier historischen „Wege der Jakobspilger in Frankreich“, entspricht, führt durch das Ortszentrum.

### Verkehr
Lacommande wird durchquert von den Routes départementales 34 und 146.